# L'Egisto

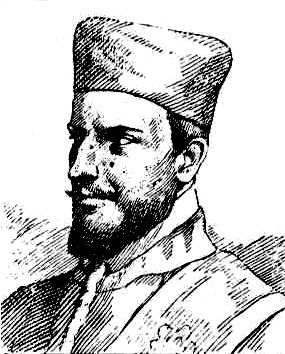
Francesco Cavalli

L'Egisto är en italiensk opera (favola drammatica musicale) i prolog och tre akter med musik av Francesco Cavalli och libretto av Giovanni Faustini.

## Historia
Faustini var sin generations mest inflytelserika librettist. Ett oräkneligt antal operor var modellerade på hans nya typ av libretton. En typisk Faustinihistoria bygger på att två kärlekspar trasslar in sig i varandra antingen på grund av gudomlig inblandning, missförstånd eller förklädnader, men i slutet reder allt upp sig. Operan mest kända scener uppvisar Egistos vansinne (trots att Faustinis klagade på att han blev tvingad att skriva dit dem för att behaga sångaren). Musiken förstärker kontrasten: allt medan Egistos tankar splittras byter Cavalli tempo, register, harmoni och stil. Operan hade premiär på Teatro San Cassiano i Venedig under karnevalstiden 1643.

## Personer
- Lidio (alt)
- Egisto (tenor)
- Ipparco (baryton)
- Apollo (alt)
- Clori (sopran)
- Climene (sopran)
- Dema (alt)
- Voluptia (sopran)
- Belezza (sopran)
- Amore (sopran)
- Semele (sopran)
- Didone (kontraalt)
- Fedra (sopran)
- Hero (sopran)
- Cinea (tenor)
- L'Aurora (sopran)
- La Notte (kontraalt)
- Venere (sopran)

## Handling
En vardera från två kärlekspar, Egisto och Climene, fångas av pirater och antas vara döda. De flyr bara för att upptäcka att deras respektive partner, Clori och Lidio, har förälskat sig i varandra. Climone försonas med Lidio då hon höjer sitt svärd och inte kan förmå sig att döda honom. Clori förbarmar sig över Egisto som har blivit galen av sorg.